# Directie van de Levantse handel en de Navigatie op de Middellandse Zee
De   Directie van de Levantse Handel en Navigatie op de Middellandse Zee  was een college dat in de periode 1625-1826 voorschriften uitvaardigde voor de handel van de Nederlandse koopvaardij in het oostelijk deel van de Middellandse Zee en daarop ook toezicht hield.

## Achtergrond

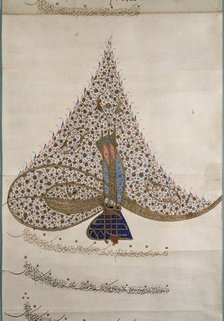
Tughra (gekalligrafeerde initiaal) van sultan Ahmed I onder de capitulatie met de Republiek

De Nederlandse straatvaart, handel waarbij schepen door de Straat van Gibraltar voeren, begon aan het eind van de zestiende eeuw. Vanaf 1590 begonnen Nederlandse kooplieden graan uit de Baltische landen naar Italië te verschepen, omdat zich daar grote tekorten voordeden. Na 1600 breidde de handel zich uit tot de Levant en Noord-Afrika. Binnen het gebied van het Ottomaanse Rijk gebeurde dat op Nederlandse schepen die onder Franse of Engelse vlag voeren. Dat was noodzakelijk aangezien de Republiek in tegenstelling tot Frankrijk en Engeland geen handelsovereenkomst met het Ottomaanse Rijk had. Er waren echter ook schepen onder Nederlandse vlag op de wilde vaart in het gebied actief in plaatsen, kleine havens, waar het Ottomaanse gezag zwak was.

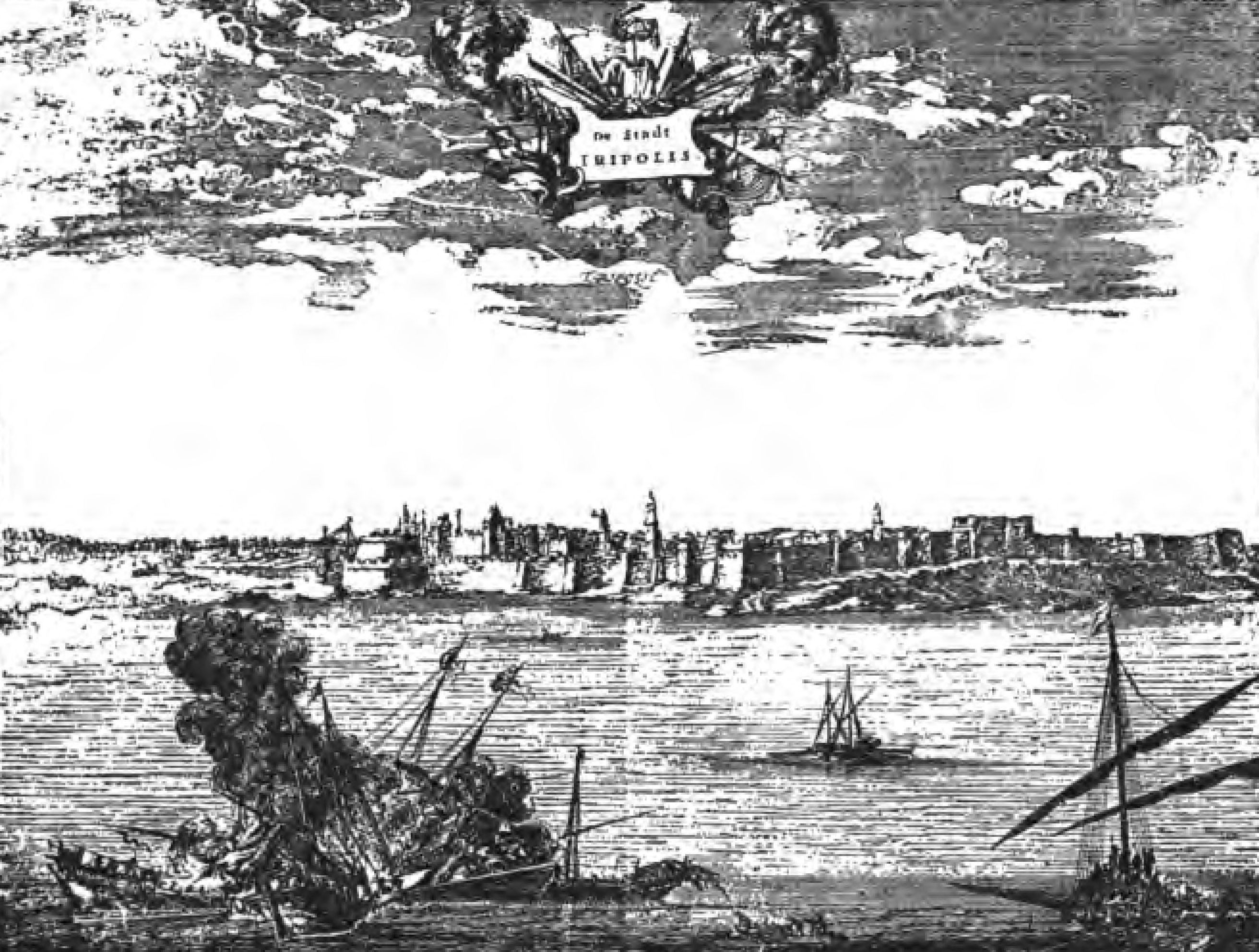
Tripoli in 1670

De handel met Europese staten werd gereguleerd door zogenaamde capitulaties, die door de sultan werden ondertekend. De inhoud van die documenten verzekerde Europese handelaren onder meer van vrijstelling van een aantal lokale belastingen, dienstplicht en vrijwaring van huiszoeking. Het gaf die handelaren – in principe – ook recht op een zekere vorm van exterritorialiteit. De capitulaties hadden een aanzienlijke politieke betekenis, te vergelijken met wat in hedendaagse termen iets van een bevoorrechte handelspartner zou zijn. In 1611 verwierf de Republiek als derde natie na Frankrijk en Engeland een dergelijke capitulatie. Cornelis Haga werd de eerste ambassadeur van de Republiek in het rijk. Hij zou dat tot 1639 blijven.
Een gevolg van de capitulatie was dat Nederlandse kooplieden die al enkele jaren handel dreven met Aleppo en eerst een zekere Franse en Engelse  bescherming hadden genoten die nu kwijt waren. Die kooplieden wendden zich tot de Staten-Generaal met het verzoek een consul aan te stellen. Cornelis Pauw, die als secretaris met Haga was meegekomen, werd in 1613 de eerste consul in Aleppo. Er volgden spoedig daarna consuls in Smyrna, Thessaloniki en hoewel niet altijd daar aanwezig in Egypte. Er werden tevens een aantal consulaten in Italiaanse steden gevestigd, zoals Livorno, Venetië en Genua.  
Een groot probleem voor ook de Nederlandse koopvaardij naar de Levant waren de Noord-Afrikaanse zeerovers, die vanuit gebieden rondom  Tripoli, Algiers en Tunis opereerden. Hierbij werden ook aanzienlijke aantallen Nederlandse zeelieden gevangen en tot slaaf  gemaakt. Die gebieden maakten formeel deel uit van het Ottomaanse rijk, maar dat had nauwelijks gezag over hen. De hoop, die er wellicht geweest was dat het aangaan van diplomatieke betrekkingen tot vermindering van dat probleem zou leiden werd niet ingevuld. Ook een daar gevestigde Nederlandse resident had voortdurend de grootst mogelijke moeite te bemiddelen inzake voorwaarden voor vrijlating. 
Ook op andere plaatsen in het Ottomaanse Rijk bleven er vaak problemen bestaan met vrachtbrieven, paspoorten en hogere haventarieven dan in de capitulatie was afgesproken. Cornelis Haga zond een voorstel naar de Staten-Generaal om enkele kooplieden in Amsterdam, die op Italië en de Levant handel dreven toezicht te laten houden op alle schepen die door de Straat van Gibraltar moesten varen.

## De Directie

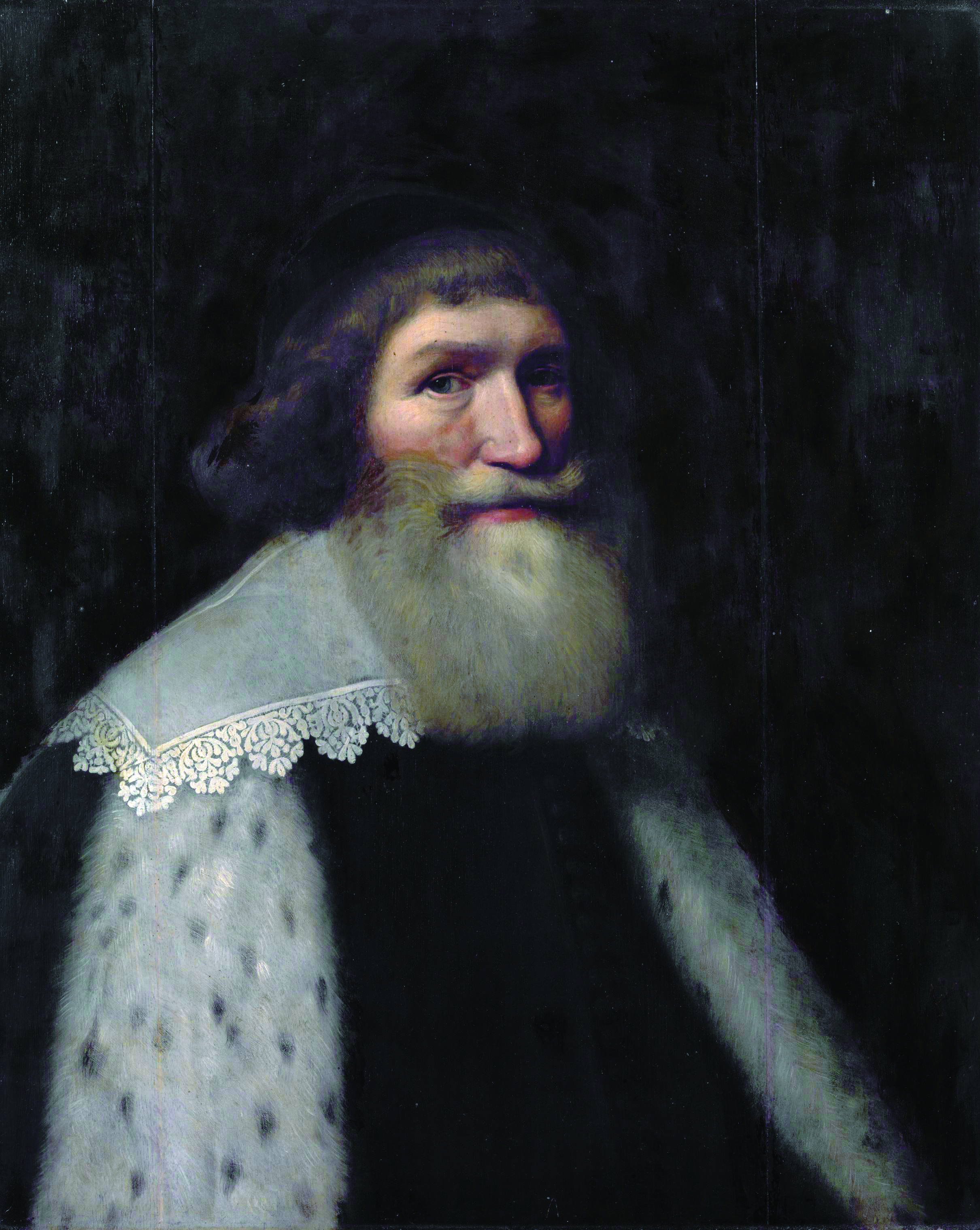
Cornelis Haga (1645)

Hierop nam in 1625 een groep van achtendertig kooplieden het initiatief en in overleg met het gemeentebestuur van Amsterdam werd een college gevormd dat uit zeven personen bestond. Voor de te maken kosten kregen zij van het gemeentebestuur toestemming om die bekostigen via een lastgeld op naar de Levant gaande of van daar komende schepen. Het college was oorspronkelijk een stedelijke Amsterdamse instelling. Regelgeving door de Staten-Generaal maakte het echter al snel mogelijk dat de Directie ook heffingen kon opleggen aan schepen die vanuit andere plaatsen in de Republiek naar de Levant vertrokken dan wel vanuit daar aankwamen. 
In 1644 leidde dat tot een afzonderlijke Kamer van de Directie in Hoorn. Dat werd in 1674 gevolgd door een Kamer in Rotterdam en in 1696 in Middelburg. Dordrecht kreeg een vertegenwoordiger in het Rotterdamse college. Een vertegenwoordiger van Leiden had eerst zitting in het Amsterdamse en daar na in het Rotterdamse college. De Amsterdamse Kamer had commissarissen op Vlieland en Texel om daar de schepen te inspecteren en de lastgelden te innen. 
De directeuren ontvingen als regel geen financiële vergoeding voor hun werkzaamheden. De leden van de Amsterdamse directie ontvingen jaarlijks een almanak, een kaas en negen gulden voor kantoorbehoeften. In 1726 was dit bedrag opgelopen tot drieëndertig gulden. De directies hadden wel een secretaris in dienst. De eerste Amsterdamse secretaris ontving in 1626 een bedrag van 150 gulden per jaar dat in 1689 was opgelopen tot 1250 gulden. De colleges van directeuren dienden hun jaarlijkse inkomsten en uitgaven te verantwoorden bij de Generaliteits Rekenkamer. 

## Verantwoordelijkheden van de Directie

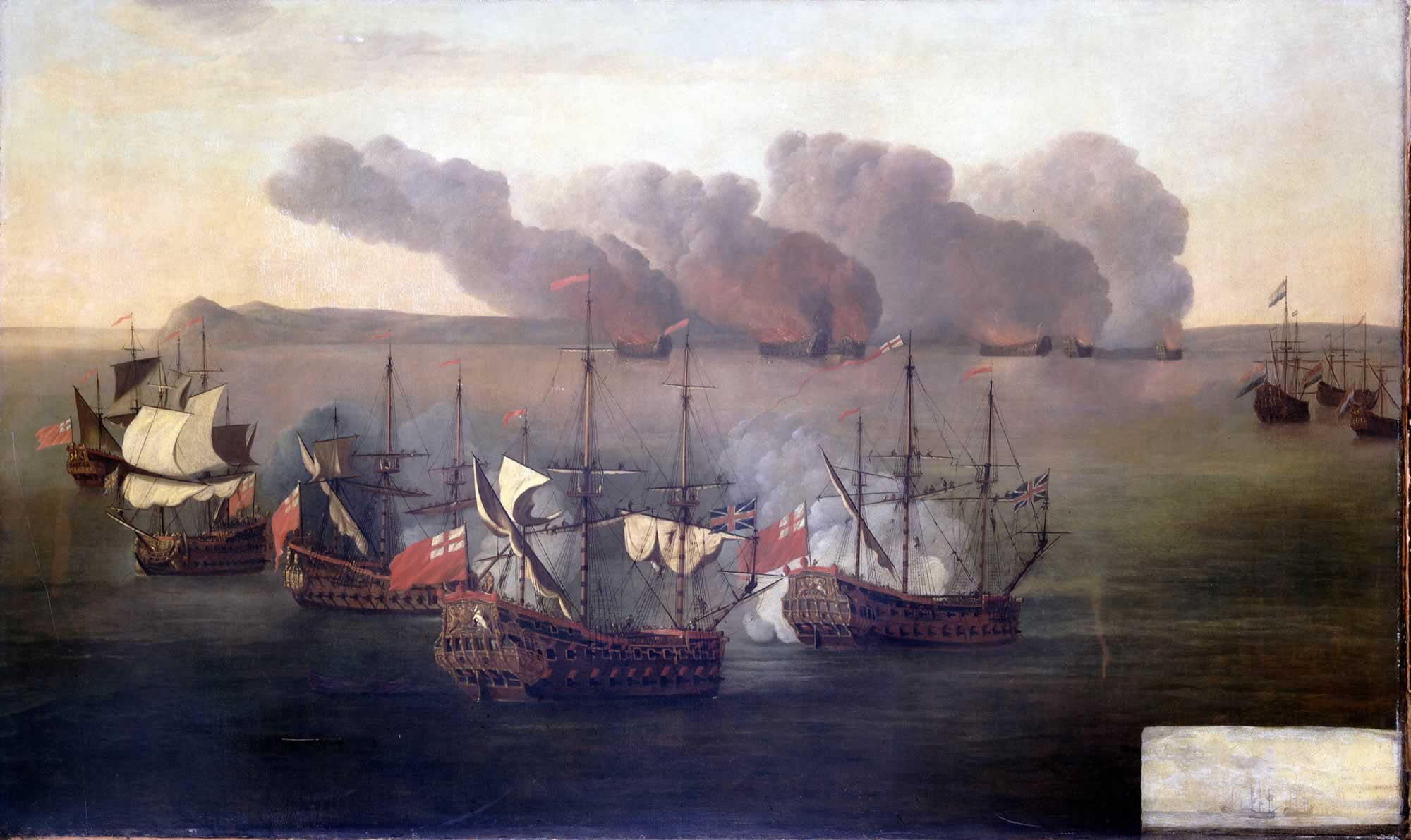
Willem van de Velde de Jonge. Gevecht van Barbarijse zeerovers met Engelse en Nederlandse schepen

De verantwoordelijkheden van de Directie waren:
- Het toezicht houden op de uitrusting van alle schepen die naar de Middellandse Zee en de Levant voeren en met name te letten op een behoorlijke bewapening, bemanning en uitrusting zodat zij aan zeerovers weerstand zouden kunnen bieden. De Directie kon ook beslissen in welke perioden er door de Straat alleen in konvooi gevaren diende te worden.
- Het controleren of op de schepen de vereiste administratie, zoals het cognossement, in orde was. De ratio hierachter was, dat dit in ieder geval in havens aan de Middellandse Zee niet als een voorwendsel gebruikt zou kunnen worden dat ongewenste vertraging zou opleveren.
- Het onderhouden van contacten met de gezant in Istanboel en de consuls in de Levant en Barbarijse gebieden. Dit werd later uitgebreid tot alle consuls langs de Middellandse Zee.  De consuls dienden ieder half jaar een lijst van alle aankomende schepen in hun gebied aan de Directie te zenden.
- Het onderhouden van vriendschap met de Barbarijse gebieden. De ratio daar achter was dat men een zekere onderhandelingspositie wenste te onderhouden. In de praktijk gebeurde dat door het geven van jaarlijkse giften en presenten. De onkosten hiervoor werden op den duur aanzienlijk. De Staten-Generaal besloot dan ook die op te laten brengen door de verschillende Admiraliteitscolleges.
- Het adviseren aan de Staten-Generaal over alle aspecten van de handel en de benoeming van consuls en predikanten in steden waar een consulaat gevestigd was.

In de praktijk voerde de directie in Amsterdam, ook wel de presidentiële Kamer genaamd, het overgrote deel van deze werkzaamheden uit. Die Kamer organiseerde de algemene vergaderingen van alle Kamers en had het voorzitterschap daarvan. De Amsterdamse Kamer voerde ook in de praktijk de correspondentie met de ambassadeur en consuls.

## De middelen van de Directie

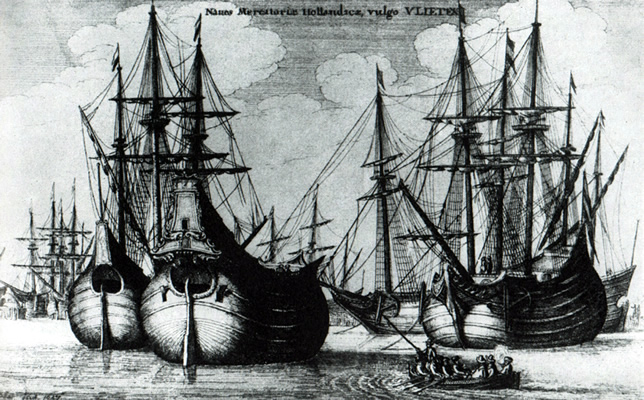
Vooral fluitschepen vervoerden in dit gebied de lading

Bij de oprichting in 1625 had het gemeentebestuur van Amsterdam de Directie geautoriseerd een heffing op te leggen van vier stuivers per last. Door een besluit van de Staten-Generaal werd de mogelijkheid gegeven die heffing te verhogen tot twintig stuivers per last voor ieder Nederlands schip in iedere plaats in de Republiek. Er waren enige uitzonderingen voor schepen die alleen met ballast door de Straat voeren.  De Directie had de bevoegdheid boetes op te leggen aan schippers en schepen die de heffing trachtten te ontduiken door een andere bestemming op te geven. Er was vanaf 1666 daarnaast een heffing van 1% op de waarde van alle goederen, die vanuit de Levant hier werden ingevoerd. 
In de periode van het bestaan van de Directie zijn er verder meerdere tijdelijke heffingen geweest. Een belangrijk probleem voor de handel was bijvoorbeeld  de nauwelijks functionerende kapitaalmarkt in het Ottomaanse rijk. Ottomaanse kooplieden die Europese producten kochten, hadden vaak geen kapitaal die te betalen. Meestal gebeurde dat dan in in natura of in termijnen. Er kwamen dan ook Nederlandse handelaren in problemen en de Directie werd door de Staten-Generaal gemachtigd een lening af te sluiten om dat op te lossen. Voor de aflossing en rente op die lening mocht de Directie dan tijdelijk een extra 2% op goederen uit de Levant heffen.  

## Effectiviteit
In het eerste decennium na het aangaan van de diplomatieke relaties in 1611 was er een zekere groei van de straatvaart op de Levant. Die periode viel globaal samen met die van het Twaalfjarig Bestand. Bij de oprichting van de Directie in 1625 was het Bestand al afgelopen en waren de vijandelijkheden met Spanje hervat. Die omstandigheid was een belangrijke factor voor een aanzienlijk teruggang voor de handel met het gebied. De Directie had dan ook de eerste jaren grote moeite enige erkenning te vinden en haar gezag te laten gelden. De archieven maken duidelijk, dat de leden van de Directie daar ook geen echt grote inspanningen voor verrichtten.   
Na de Vrede van Münster in 1648 met Spanje was de tweede helft van de zeventiende eeuw echter een bloeiperiode voor de handel op de Levant. Met name laken uit Leiden werd in grote hoeveelheden geëxporteerd. Uit met name Smyrna werden katoenen garens geïmporteerd. Het feit dat er nu ook fatsoenlijke  ruilproducten waren, verminderde ook de frictie op de kapitaalmarkt. Dit was dan ook de periode dat de Directie een gezaghebbend orgaan werd. 
In de achttiende eeuw was er sprake van toenemende Franse concurrentie. Die boden een lichter laken aan dan het zware dure Leidse laken. Het belang van de Directie verminderde ook, omdat het gevaar van de Barbarijse zeerovers afnam. Tussen ongeveer 1750 en 1780 was er weer een opleving van de handel. De Nederlandse koopvaardij bracht vooral veel wollen stoffen naar het Ottomaanse Rijk en men kwam terug met grondstoffen en halffabricaten, zoals ruwe katoen en angoragarens. Deze periode eindigde met de Vierde Engelse Oorlog, waardoor scheepvaart onder Nederlandse vlag naar het oostelijk deel van de Middellandse Zee niet meer mogelijk was. 
Aan het eind van de achttiende eeuw waren de inkomsten van de Directie niet meer voldoende om de onkosten te dekken en moest ondersteuning aan de Staten-Generaal worden gevraagd. Na de inlijving bij Frankrijk werd de Directie in 1811 ontbonden. Na de onafhankelijkheid werd in 1814 de Directie weer hersteld met nagenoeg dezelfde bevoegdheden. In 1818 werd nog een Kamer in Oostende opgericht. Het werd daarna echter duidelijk, dat het belang van de handel in een wezenlijk veranderde situatie vooral gebaat was met vermindering van lasten. De Directie werd op 1 juli 1826 ten slotte opgeheven. 